# Корфы
Корфы (нем. von Korff) — обширный немецкий дворянский род графского и баронского достоинства.
Лифляндская и курляндская ветви в XVIII веке поступили на службу Российской империи. С XV по XX веках фамильным владением Корфов был Приекуле на юго-западе современной Латвии, впоследствии обращённое в майорат и принадлежащее барону Николаю Николаевичу Корфу (1856).
Различные ветви фамилии Корф в России, внесены в дворянский матрикул Курляндской губернии под именем фон-Шмизинг-Корф (von Schmising, genannt Korff), а ветви фамилии Корф, оставшиеся в Германии, пишутся фон-Корф-Шмизинг (von Korff, genannt Schmising).
Род баронов и графов Корф внесен в матрикулы дворянства всех трех Прибалтийских губерний и в V часть дворянской родословной книги С-Петербургской, Московской и Харьковской губерний.

## Происхождение и история рода
Фамилия Корф (Korff) принадлежит к древнейшему германскому дворянству. Значение фамилии в переводе с верхненемецкого диалекта - "скала","утёс". Впервые фамилия Корф упомянута в XIII веке в Вестфалии, в сословии местного дворянства. Представители рода долгое время состояли в Тевтонском Ордене. В Лифляндию при гермейстере Бернхарде Борге переселился из Вестфалии рыцарь Николай Корф, получивший от гермейстера поместье Прекульн (1483). В остзейском крае он обзавелся семьёй. На протяжении ряда поколений все его потомки носили имя Николай. Стефан Баторий подарил замок Кройцбург с землями вокруг него Николаю Корфу «на феодальном праве» (1585), род Корфов удерживал его в своём владении до начала XX века.
Потомок Николай Корф с титулом сенатора польского был воеводою лифляндским, прославился на поле ратном, польский посол при заключении договора Польши с Россией под Смоленском (1634), принимал значительное участие в политических событиях своего времени. Матвей Корф, получил от императора германского Леопольда I (10 марта 1692) грамоту на баронское Римской империи достоинство для всего своего рода. Баронесса Екатерина Карловна Корф († 1757) была дочерью графа Карла Самуиловича Скавронского, родного брата императрицы Екатерины I.
Курляндский сановник Фридрих-Сигизмунд фон Корф, после присоединения Курляндии к России (1795) переименован в Фёдора Николаевича, произведён в тайные советники, в звании (первого по учреждении конвента белорусского дворянства) белорусского губернского маршала († 1797). Из его сыновей старший Фёдор Фёдорович, обер-комендант в Митаве (1760—1813), а младший, Андрей, возглавлял в России юстиц-коллегию.
Барон Клементий-Август-Корф-Шмизинг, возведён королём Прусским Фридрихом-Вильгельмом III (11 января 1816) в графское Прусского королевства достоинство. От него происходят немецкие графы Корф-Шмизинг.
Баронское достоинство утверждено за фамилией Корф указом Правительствующего сената (21 сентября 1853) во исполнение высочайшего указа (10 октября 1852).
Барон Модест Андреевич, совоспитанник Пушкина в Царскосельском лицее с основания его, при Николае I был государственным секретарём и после Д. П. Бутурлина — директором Императорской Публичной библиотеки. В день празднования пятидесятилетнего юбилея службы, он возведен императором Александром II в графское достоинство Российской империи (01 января 1872).
Из числа Корфов, находившихся на русской военной службе, наивысших чинов достигли Ник. Анд. Корф, во время управления которого Санкт-Петербургом был заложен канал Грибоедова (тогда получивший название Екатерининский канал), Ник. Ив. Корф, после Ноябрского восстания назначенный комендантом Варшавы, и Андрей Ник. Корф, первый генерал-губернатор Приамурского края, в честь которого названы залив Корфа и посёлок Корф.
Род Корфов находился в родственных связях с такими известными остзейскими родами как: Врангели, Кеттлеры,  Борхи, Унгерны, Розены, Веберы, Ливены, Лауницы. В Российской Империи был связан с родом Романовых и многими известными и древними фамилиями, такими как: Белосельские-Белозерские, Воронцовы, Безбородко, Голицыны, Шаховские, Шуваловы и другие.
Потомки рода проживают в Европе (Амстердам, Берлин, Кёльн), США (Нью-Йорк, Питтсбург, Детройт) и России (Москва, Санкт-Петербург, Новосибирск).

## Описание гербов

#### Герб Корфов 1785 г.
В Гербовнике Анисима Титовича Князева (1785) имеется изображение печати с гербом полковника Московского карабинерного полка, генерал-майора Алексея Григорьевича Корфа, женатого на Екатерине Александровне Нарышкиной: в красном поле щита, изображена золотая французская лилия. Щит увенчан дворянским шлемом, с дворянской на нём короной и шейным клейнодом. Нашлемник: серебряная шестиконечная звезда, поддерживаемая двумя сиренами, над звездой три шестиконечные серебряные звезды, в ряд. Цветовая гамма намёта не определена. Вокруг щита военная арматура в виде знамён, пушки, барабана.

#### Герб. Часть XI № 25
Герб баронов Корф: в красном поле золотая лилия. Над щитом баронская корона и баронский коронованный шлем. Нашлемник: золотая лилия, над ней три золотых шестиконечных звезды. Лилия поддерживается двумя сиренами с голубыми хвостами. Намёт: красный с золотом. Девиз: «FIDE SED CUI VIDE».

#### Герб. Часть XII № 29
Герб графа Корфа: щит рассечен на чёрное и золотое поля. В нём изображен двуглавый коронованный орел переменных с полями цветов, с красными глазами и языками, имеющий на его груди красный щит с золотой лилией. Щит увенчан графской короной, увенчанной графским коронованным шлемом. Нашлемник: золотая лилия, над ней три шестиконечные звезды. По бокам две сирены с золотыми волосами и лазоревыми хвостами. Намёт: справа чёрный с золотом, слева красный с золотом. Девиз на латинском: «Fide sed cui vide» (Верь тому, что видишь) золотыми буквами на красной ленте.По семейному преданию, данный герб (золотая лилия французских королей) и девиз, род получил, когда один из его представителей, участвуя в крестовом походе, был ранен, закрыв собой в бою французского короля. Последний, в благодарность за спасение своей жизни и смелость, даровал рыцарю Корф лилию со своего герба, алый щит, в цвет пролитой крови и доблести, и девиз — «Верь тому, что видишь», чтобы ни у кого не было сомнений, что это именно королевская лилия на гербе.

## Известные представители
- Корф, Иоганн Альбрехт (1697—1766) — директор Академии наук, российский дипломат
- Корф, Николай Андреевич (1710—1766) — генерал-аншеф, сенатор
- Корф, Григорий Иванович (1703—1758) — генерал-поручик, кавалер ордена Св. Александра Невского[5][6]
- Корф, Карл Николаевич (1748—1814) — курляндский предводитель дворянства[7]
  - Корф, Фёдор Карлович (1773—1823) — генерал-лейтенант, генерал-адъютант, герой Отечественной войны 1812 года.
- Корф, Николай Иванович (1793—1869) — комендант Варшавы, член Государственного совета
  - Корф, Константин Николаевич (1832—1895) — действительный тайный советник
  - Корф, Александр Николаевич (1833—1903) — генерал-лейтенант
  - Корф, Михаил Николаевич (1839—1905) — шталмейстер
- Корф, Александр Иванович (1794—1855) — генерал-лейтенант
- Корф, Павел Иванович (1803—1867) — генерал-лейтенант, генерал-адъютант
  - Корф, Павел Павлович (1845—1935) — церемониймейстер
  - Корф, Александр Павлович (1846—1903) — генерал-майор

- Корф, Фёдор Фёдорович (1760—1813)
  - Корф, Николай Фёдорович (1798—1831) — полковник
    - Корф, Николай Николаевич (1827—?)
      - Корф, Семён Николаевич (1854—1923) — Ломжинский и Варшавский губернатор, сенатор; тайный советник

    - Корф, Фёдор Николаевич (1830—?) — обер-прокурор сената[8]
    - Корф, Андрей Николаевич (1831—1893) — первый генерал-губернатор Приамурья
      - Корф, Николай Андреевич (1866—1924) — генерал, герой Первой мировой войны, военный писатель

  - Корф, Карл Фёдорович (1801—?)
    - Корф, Александр Карлович (1842—1896) — генерал-майор

  - Корф, Леопольд Фёдорович (1804—1858) — генерал-майор, директор новгородского аракчеевского кадетского корпуса
    - Корф, Павел Леопольдович (1837—1913) — тайный советник

  - Корф, Александр Фёдорович (1805—1836)
    - Корф, Николай Александрович (1834—1883) — деятель в области народного образования

  - Корф, Юлий Фёдорович (1806—1876)[9] — камергер, действительный статский советник[10][11]
  - Корф, Ольга Фёдоровна (1810—1884), замужем за двоюродным братом Модестом Андреевичем
  - Корф, Фёдор Фёдорович (1803—1853) — писатель, редактор «Русского инвалида»
    - Корф, Анатолий Фёдорович (1842—1917)
- Корф, Николай Фёдорович (1761—1820) — генерал-майор (с 02.11.1798)[12]
- Корф, Андрей Фёдорович (1765—1823) — президент юстиц-коллегии
  - Корф, Модест Андреевич (1800—1876) — историк, директор Публичной библиотеки
    - Корф, Модест Модестович (1842—1933) — гофмейстер, деятель российского евангельского движения и проповедник.

  - Корф, Николай Андреевич (1802—?) — полковник
  - Корф, Елизавета Андреевна (1804—1832), замужем за двоюродным братом полковником Николаем Фёдоровичем
  - Корф, Фёдор Андреевич (1808—1839) — камер-юнкер
- Корф, Фердинанд Николаевич (1805—1869) — генерал-лейтенант[13]
  - Корф, Мария Фердинандовна (1842—1926) — бабушка В. В. Набокова.
  - Корф, Ольга Фердинандовна (1843—1926), в замуж. Жуковская. Ее сын — Владимир Григорьевич Жуковский.
  - Корф, Александр Фердинандович (1844—1895) 
  - Корф, Надежда Фердинандовна (1845—1899), в 1-м браке Желтухина, во 2-м — жена Д.Г. Арсеньева.
  - Корф, Евгения Фердинандовна (1847—1901). Замужем за А.К.Пузыревским, генералом, военным историком, писателем.
  - Корф, Любовь Фердинандовна (1848—1887), замужем за сыном Б. К. Данзаса Дмитрием Борисовичем (1841—1875), во втором браке — за В.А.Сухомлиновым.
  - Корф, Наталья Фердинандовна (1849—1857)
  - Корф, Николай Фердинандович (1853—1896)
- Корф, Фёдор Христофорович (1795—1876) — генерал от кавалерии[14][15]
- Корф, Василий Сергеевич (1807—1883) — один из руководителей русской военной разведки
- Корф, Сесиль Артурович (1867—1934) — генерал
- Корф, Сергей Александрович (1876—1924) — юрист, профессор русского государственного права и истории русского права Гельсингфорского университета.
- Корф, Дмитрий Николаевич (1881—1924) — депутат Государственной Думы

## Названые в честь них объекты
- Залив Корфа
- Корфовский